# Hendrina Margaretha van Thil
Hendrina Margaretha van Thil (getauft 1. Februar 1722 in Leiden; gestorben vermutlich Februar 1799 in Den Haag) war eine niederländische Schauspielerin.

## Leben
Hendrina van Thil wurde am 1. Februar 1722 in Leiden getauft. Sie war die Tochter des Schauspielers Adriaan van Thil (1687–1730) und Catharina van der Pals (gest. 1761). Soweit bekannt, war Hendrina das erste Kind von Adriaan van Thil und Catharina van der Pals. Sie hatte eine ältere Halbschwester, (Anna) Maria de Vos (1706–?), die aus der früheren Ehe ihrer Mutter stammte, und zwei jüngere Schwestern, Petronella (1724–1772) und Anna Stefanie (1727–?). Als Schauspieler gehörte ihr Vater der Truppe von Jacob van Rijndorp an, mit der er auch manchmal reiste. Nach dessen Tod wurde die Truppe von seiner Witwe Anna Catharina de Quintana und seiner Tochter Isabella van Rijndorp weitergeführt. Ob auch ihre Mutter dem Theater angehörte, ist nicht bekannt. Sie stammte aus Alkmar und die Familie war auch mit dem Theater in Alkmar verbunden. Hendrina van Thil war acht Jahre alt, als ihr Vater starb, und fünfzehn, als sie als Schauspielerin an der Stadsschouwburg Amsterdam engagiert wurde. Vermutlich ist sie bereits zuvor in Kinderrollen aufgetreten. Im Jahr 1738 feierte das Theater sein 100-jähriges Bestehen mit Aufführungen eines allegorischen Stücks von Jan de Marre. Hendrina van Thil hatte als 16-jährige ihren Auftritt in der Rolle der Iris, die auf einer Wolke auf die Bühne hinab und dann wieder hinauf stieg. Insgesamt hatte sie sechs Textzeilen. Auch ihre Halbschwester stand zu dieser Zeit auf der Bühne.

### Leben mit Pieter Schrick
Aufgrund interner Unruhen wurde das Theater im Mai 1747 auf unbestimmte Zeit geschlossen. Es ist unklar, ob Hendrina van Thil zu diesem Zeitpunkt das Theater bereits verlassen hatte, sicher ist jedoch, dass sie sich in jenem Jahr von der Bühne verabschiedete. In dem Jahr wurde am 26. März 1747 ihre Tochter, Anna Maria in Amsterdam getauft. Ihre Halbschwester Anna Maria de Vos und ihr Ehemann, der Schauspieler Maurits van Hattum, waren die Taufpaten. Als Vater war ein Jacobus van der Pals eingetragen, es ist jedoch ungewiss, ob dieser der Vater war. Er war vermutlich ein Verwandter ihrer Mutter, die zu diesem Anlass die Rolle des Vaters übernahm. Es kam nicht zu einer Ehe zwischen Van Thil und Pals, hingegen begann sie eine Beziehung mit Pieter Schrick, dem Kommissar des Levante-Handels in Amsterdam und Concierge der Bank van Lening. Sie kehrte auch 1749 nicht auf die Bühne zurück, als das Amsterdamer Theater neu eröffnet wurde.
Ihre Tochter starb im März 1749, Van Thil blieb in Amsterdam. Dort wurde zwei Jahre später, am 21. März 1751 ein Sohn Pieter geboren.
In Amsterdam wurde Pieter als Sohn von Hendrina van Thil und Pieter Schrick getauft, wiederum mit dem Ehepaar Van Hattum-De Vos als Paten. Zu einer Hochzeit zwischen Van Thil und Schrick kam es nicht, jedoch dauerte ihre Beziehung 16 Jahre. Schrick kümmerte sich gut um Mutter und Kind. Einige Monate vor der Geburt von Pieter Jr. ließen die Eltern ihr Testament aufsetzen, wobei Pieter Sr. Hendrina zu seiner Alleinerbin ernannte und Hendrina das Gleiche zunächst für ihre möglichen zukünftigen Kinder und für Pieter Sr. an zweiter Stelle einrichtete. Wenige Wochen nach Pieters Taufe erhielt Van Thil von Schrick eine Anleihe im Wert von tausend Gulden. Während dieser Jahre lebte sie an der Prinsengracht in der Nähe der Vijzelstraat.
Van Thil erhielt von Pieter Schrick weitere Geschenke. So erhielt sie 1759 Schmuck im Wert von 8300 Gulden, Ohrringe, Armbänder und eine Schnalle. Alle Stücke mit Diamanten besetzt. In der Schenkungsurkunde war festgelegt, dass die Juwelen an Schrick zurückgegeben würden, wenn Van Thil jemand anderen heiratete oder zu Schricks Lebzeiten starb. Wenn er vor ihr starb, gingen sie in ihr Eigentum über.  Schrick starb unverheiratet Anfang April 1763. Am Tag seiner Beerdigung widerrief Van Thil ihr 1750 verfasstes Testament und verfasste ausdrücklich kein neues Testament. Das würde bedeuten, dass auch ihr Sohn gestorben wäre. Einige Monate später löste sie Schricks Anleihe ein. Kurz nach Schricks Tod stellte sich heraus, dass er einen Betrug über mehrere hunderttausend Gulden bei der Bank van Lening begangen hatte.

### Rückkehr auf die Bühne
Nach dem Tod von Pieter Schrick kehrte Hendrina van Thil an das Amsterdamer Theater zurück, wo sie mit offenen Armen empfangen wurde. Sie erhielt einen guten Vertrag, der eine jährliche Anerkennung von 327 Gulden und einen Douceur von 200 Gulden vorsah, zusätzlich zu einem Honorar von 5,25 Gulden pro Auftritt. Auch das Theaterpublikum war begeistert. Ihre auf dem Plakat eigens angekündigte Rückkehr als Klytämnestra in Racines Ifigenia in Aulis zog „eine unglaubliche Zuschauermenge“ an, die sich freute, diese scheinbar hochgeschätzte Schauspielerin endlich wieder spielen zu sehen. 1765 trat sie in Leiden mit der Begleitung von Marten Corver auf. Ob es sich hierbei um eine vertragliche Bindung oder um Gastauftritte handelte, ist unklar. Jedenfalls dauerte ihr Aufenthalt in Leiden nicht lange.
Am 20. August 1767 heiratete Hendrina van Thil in Amsterdam den fast 25 Jahre jüngeren Carel Coenraad Molster (1745–vor 1792), über den nur wenig bekannt ist, außer dass er aus Tiel stammte. Aus der „Beschreibung des in der Ehe vorgelegten Vermögens“ geht hervor, dass Van Thil über Vermögenswerte mit einem geschätzten Gesamtwert von 26.395 Gulden verfügte. Dazu gehörten Armbänder mit Schricks Porträt und ein Haus an der Vijzelgracht, das sie 1766 gekauft hatte. Dort lebten sie jedoch nicht, sondern an der Anjeliersgracht.
Hendrina van Thil blieb dem Amsterdamer Theater verbunden, bis dieses im Mai 1772 abbrannte und alle Schauspieler arbeitslos wurden. Sie ging nach Rotterdam an das Theater von Jan Punt. Dort erhielt sie eine Gage von 21 Gulden pro Woche als erste Schauspielerin. Auch ihr Mann bekam eine Anstellung. Im Mai/Juni dieses Jahres spielte sie, inzwischen über fünfzig Jahre alt, die Rolle der „alten Kaiserin“ in der Tragödie Gabinia von Sybrand Feitama und die der Teuntje in Het unbeturven weeuwtje, einer Komödie von P.A. de Huybert. Als das neue Theater von Punt im Dezember 1774 eröffnet wurde, spielte sie in der Tragödie Maria von Burgund von Lucretia Wilhelmina van Merken die Rolle der Margreta. Im Jahr 1775 geriet das Rotterdamer Theater in finanzielle Probleme und Van Thil und ihre Kollegen mussten ihre Gagen erheblich kürzen. Nach einem Konflikt mit den Kommissaren des Theaters, an dem auch Van Thil beteiligt war, wurde Jan Punt durch Marten Corver ersetzt. Das Theater wurde 1779 kurzfristig dann von Maria Elisabeth de Bruyn geführt und Van Thil erhielt für eine Spielzeit 1000 Gulden. Sie spielte weiterhin unter verschiedenen Leitungen in Rotterdam, bis sie im Sommer 1784 zum zweiten Mal an das Amsterdamer Theater zurückkehrte. Ihre Karriere beendete sie in Amsterdam im Jahr 1791. Sie verließ die Bühne mit einer Pension.

### Letzte Jahre
Hendrina van Thil hatte eine lange Karriere und galt als gute Schauspielerin. Sie entwickelte sich von einem schönen und anmutigen Mädchen, welches die „Jeunes Premieren“ spielte mit der Gabe weinen zu können, wann immer sie wollte, wie Corver sie beschrieb, zu einer Schauspielerin die Königinnen, Mütter und später alte Königinnen spielte. Ihr Spiel sei stets tadellos gewesen, ihr Feuer himmlisch, aber in ihrer Art nahm sie manchmal übermäßig dramatische Posen ein. Die Tänzerin und Schauspielerin Johanna Susanna van der Stel soll bei ihr gelernt haben. Wo sie nach ihrem Rückzug von der Bühne lebte, ist nicht mit Sicherheit bekannt. Sie ließ im Mai 1792 in Den Haag ein Testament aufsetzen. Dies zeigt, dass sie in Amsterdam lebte und dass Molster gestorben war.  Ihr Vermögen wird mit weniger als 2000 Gulden eingetragen. Das deutet darauf hin, dass es ihr finanziell nicht mehr so gut ging. Sie vermachte einer „Nichte“, sie war eine Schwiegertochter von Marten Corver, fünf Familienporträts „gemalt vom Maler Richters“, womit vermutlich Tibaut Regters gemeint ist. Den Rest überließ sie der Person oder den Personen, mit denen sie zum Zeitpunkt ihres Todes zusammenlebte. Wo und wann sie starb, ist unbekannt: Laut Coffeng starb Hendrina Margaretha van Thil um 1795. Sie ist in den Bestattungsregistern von Amsterdam, Rotterdam und Leiden nicht zu finden. Möglicherweise handelte es sich um die Hendrina van Til, deren Tod am 27. Februar 1799 in Den Haag pro bono gemeldet wurde.